# Miconia alainii
Miconia alainii är en tvåhjärtbladig växtart som beskrevs av Walter Stephen Judd och James Dan Skean. Miconia alainii ingår i släktet Miconia och familjen Melastomataceae.
Artens utbredningsområde är Dominikanska republiken. Inga underarter finns listade i Catalogue of Life.